# Gli uomini dal passo pesante
Gli uomini dal passo pesante è un film del 1965 diretto da Mario Sequi, accreditato col nome "Anthony Wileys".

## Trama

Joseph Cotten in una scena del film

Al ritorno dalla guerra di secessione, il giovane texano Lon Cordeen ha l'amara sorpresa di trovare la cittadina di Hale Crossing sotto il tallone di suo padre Temple, un ex ufficiale confederato che, alla testa di un manipolo di pistoleros, fa il bello e il cattivo tempo. L'uomo riesce a imporsi anche nell'ambito familiare, coltivando il seme dell'odio nei figli. Solo uno dei fratelli, il giovane Hoby, insieme alle due sorelle decidono, contro la ferrea volontà di Temple, di seguire Lon verso le grandi terre di bestiame brado del nord. Aiutato da Hoby e dall'allevatore Charlie Garvin, Lon riporterà l'ordine nel paese ma non potrà impedire lo spargimento di sangue di gran parte della famiglia.

## Produzione
È stato girato negli stabilimenti Elios Film a Roma. Le scene raffiguranti le sterminate mandrie di mucche sono invece state girate in Argentina.